# Nagroda Filmfare dla Najlepszego Aktora
Nagroda Filmfare dla Najlepszego Aktora (ang. Filmfare Award Best Actor ) – przyznawana przez hinduski magazyn filmowy „Filmfare” jako część dorocznego Filmfare Awards. Została przyznana po raz pierwszy w 1953 roku. Najczęstszymi zwycięzcami byli Dilip Kumar i Shah Rukh Khan (po 8 nagród), Amitabh Bachchan (5) i Hrithik Roshan (4), Rajesh Khanna i Naseeruddin Shah (3 razy), a Anil Kapoor i Aamir Khan po dwa razy.
Poniżej przedstawiono listy nagrodzonych, a potem nominowanych aktorów i filmów, za role, w których zyskali uznanie.

## Lista nagrodzonych aktorów oraz tytuły filmów za które otrzymali nagrodę
| 2011 | Shah Rukh Khan   | Nazywam się Khan              |
| 2010 | Amitabh Bachchan | Paa                           |
| 2009 | Hrithik Roshan   | Księżniczka i cesarz          |
| 2008 | Shah Rukh Khan   | Naprzód, Indie!               |
| 2007 | Hrithik Roshan   | Dhoom 2                       |
| 2006 | Amitabh Bachchan | Black                         |
| 2005 | Shah Rukh Khan   | Mój kraj                      |
| 2004 | Hrithik Roshan   | Znalazłem cię                 |
| 2003 | Shah Rukh Khan   | Devdas                        |
| 2002 | Aamir Khan       | Lagaan: Dawno temu w Indiach  |
| 2001 | Hrithik Roshan   | Kaho Naa... Pyaar Hai         |
| 2000 | Sanjay Dutt      | Vaastav                       |
| 1999 | Shah Rukh Khan   | Coś się dzieje                |
| 1998 | Shah Rukh Khan   | Serce jest szalone            |
| 1997 | Aamir Khan       | Raja Hindustani               |
| 1996 | Shah Rukh Khan   | Żona dla zuchwałych           |
| 1995 | Nana Patekar     | Krantiveer                    |
| 1994 | Shah Rukh Khan   | Ryzykant                      |
| 1993 | Anil Kapoor      | Beta                          |
| 1992 | Amitabh Bachchan | Hum                           |
| 1991 | Sunny Deol       | Ghayal                        |
| 1990 | Jackie Shroff    | Parinda                       |
| 1989 | Anil Kapoor      | Tezaab                        |
| 1988 | brak nagrody     |                               |
| 1987 | brak nagrody     |                               |
| 1986 | Kamal Hassan     | Saagar                        |
| 1985 | Anupam Kher      | Saaransh                      |
| 1984 | Naseeruddin Shah | Masoom                        |
| 1983 | Dilip Kumar      | Shakti                        |
| 1982 | Naseeruddin Shah | Chakra                        |
| 1981 | Naseeruddin Shah | Aakrosh                       |
| 1980 | Amol Palekar     | Gol Maal                      |
| 1979 | Amitabh Bachchan | Don                           |
| 1978 | Amitabh Bachchan | Amar Akbar Anthony            |
| 1977 | Sanjeev Kumar    | Arjun Pandit                  |
| 1976 | Sanjeev Kumar    | Aandhi                        |
| 1975 | Rajesh Khanna    | Aavishkaar                    |
| 1974 | Rishi Kapoor     | Bobby                         |
| 1973 | Manoj Kumar      | Be-Imaan                      |
| 1972 | Rajesh Khanna    | Anand                         |
| 1971 | Rajesh Khanna    | Saccha Jhoota                 |
| 1970 | Ashok Kumar      | Aashirwaad                    |
| 1969 | Shammi Kapoor    | Brahmachari                   |
| 1968 | Dilip Kumar      | Ram Aur Shyam                 |
| 1967 | Dev Anand        | Guide                         |
| 1966 | Sunil Dutt       | Khandaan                      |
| 1965 | Dilip Kumar      | Leader                        |
| 1964 | Sunil Dutt       | Mujha Jeene Do                |
| 1963 | Ashok Kumar      | Rakhi                         |
| 1962 | Raj Kapoor       | Jis Desh Mein Ganga Behti Hai |
| 1961 | Dilip Kumar      | Kohinoor                      |
| 1960 | Raj Kapoor       | Anari                         |
| 1959 | Dev Anand        | Kaala Pani                    |
| 1958 | Dilip Kumar      | Naya Daur                     |
| 1957 | Dilip Kumar      | Devdas                        |
| 1956 | Dilip Kumar      | Azaad                         |
| 1955 | Bharat Bhushan   | Shri Chaitanya Mahaprabhu     |
| 1954 | Dilip Kumar      | Daag                          |

## Nominacje do nagrody
| - 2009 - Hrithik Roshan – Księżniczka i cesarz - Aamir Khan – Ghajini - Abhishek Bachchan – To właśnie przyjaźń - Akshay Kumar – Król z przypadku - Naseeruddin Shah – Środa - Shah Rukh Khan – Do zakochania jeden krok | - 2008 - Shah Rukh Khan – Naprzód, Indie! - Shah Rukh Khan – Om Shanti Om - Abhishek Bachchan – Guru - Akshay Kumar – Namastey London - Darsheel Safary – Gwiazdy na ziemi - Shahid Kapoor – Kiedy ją spotkałem |

| - 2007 - Hrithik Roshan – Dhoom 2 - Aamir Khan – Kolor szafranu - Hrithik Roshan – Krrish - Sanjay Dutt – Lage Raho Munna Bhai - Shah Rukh Khan – Don - Shah Rukh Khan – Nigdy nie mów żegnaj | - 2006 - Amitabh Bachchan – Black - Amitabh Bachchan – Sarkar - Aamir Khan – Rebeliant - Abhishek Bachchan – Bunty i Babli - Saif Ali Khan – Poślubiona | - 2005 - Shah Rukh Khan – Mój kraj - Shah Rukh Khan – Jestem przy tobie - Shah Rukh Khan – Veer-Zaara - Amitabh Bachchan – Khakee - Hrithik Roshan – Lakshya |

| - 2004 - Hrithik Roshan – Znalazłem cię - Shah Rukh Khan – Gdyby jutra nie było - Amitabh Bachchan – Ogrodnik - Salman Khan – Tere Naam - Sanjay Dutt – Doktor Munnabhai | - 2003 - Shah Rukh Khan – Devdas - Ajay Devgan – Company - Amitabh Bachchan – Kaante - Bobby Deol – Humraaz - Vivek Oberoi – Ukochana | - 2002 - Aamir Khan – Lagaan: Dawno temu w Indiach - Shah Rukh Khan – Czasem słońce, czasem deszcz - Aamir Khan – Rób swoje! - Amitabh Bachchan – Aks - Sunny Deol – Gadar: Ek Prem Katha |

| - 2001 - Hrithik Roshan – Kaho Naa... Pyaar Hai - Shah Rukh Khan – Miłość żyje wiecznie - Anil Kapoor – Pukar - Sanjay Dutt – Misja w Kaszmirze - Hrithik Roshan – Fiza | - 2000 - Sanjay Dutt – Vaastav - Aamir Khan – Poświęcenie - Ajay Devgan – Prosto z serca - Manoj Bajpai – Shool | - 1999 - Shah Rukh Khan – Coś się dzieje - Aamir Khan – Ghulam - Ajay Devgan – Zakhm - Govinda – Bade Miyan Chhote Miyan - Salman Khan – Pyaar Kiya To Darna Kya |

| - 1998 - Shah Rukh Khan – Serce jest szalone - Shah Rukh Khan – Miłość czy pieniądze? - Kamal Hassan – Chachi 420 - Anil Kapoor – Virasat - Govinda – Deewana Mastana | - 1997 - Aamir Khan – Raja Hindustani | - 1996 - Shah Rukh Khan – Żona dla zuchwałych - Aamir Khan – Akele Hum Akele Tum - Ajay Devgan – Naajayaz - Govinda – Coolie No. 1 - Salman Khan – Karan Arjun |

| - 1995 - Nana Patekar – Krantiveer - Shah Rukh Khan – Czasem tak, czasem nie - Aamir Khan – Andaz Apna Apna - Akshay Kumar – Yeh Dillagi | - 1994 - Shah Rukh Khan – Ryzykant - Aamir Khan – Hum Hain Rahi Pyaar Ke - Jackie Shroff – Gardish - Sanjay Dutt – Khal Nayak | - 1993 - Anil Kapoor – Beta - Aamir Khan – Jo Jeeta Wohi Sikandar - Amitabh Bachchan – Khuda Gawah |

| - 1992 - Amitabh Bachchan – Hum - Aamir Khan – Dil Hai Ki Manta Nahin - Anil Kapoor – Chwile - Dilip Kumar – Sardagar - Sanjay Dutt – Saajan | - 1991 - Sunny Deol – Ghayal - Aamir Khan – Dil - Amitabh Bachchan – Agneepath - Chiranjivi – Pratibandh | - 1990 - Jackie Shroff – Parinda - Aamir Khan – Raakh - Anil Kapoor – Eeshwar - Rishi Kapoor – Chandni - Salman Khan – Maine Pyar Kiya |  |

| - 1989 - Anil Kapoor – Tezaab - Aamir Khan – Qayamat Se Qayamat Tak - Amitabh Bachchan – Shahenshah | - 1987 - Kamal Haasan – Saagar - Anil Kapoor – Meri Jung - Amitabh Bachchan – Mard - Kumar Gaurav – Janam - Rishi Kapoor – Saagar | - 1985 - Anupam Kher – Saaransh - Dilip Kumar – Mashaal - Naseeruddin Shah – Sparsh - Amitabh Bachchan – Sharabi - Raj Babbar – Aaj Ki Awaz |

| - 1984 - Naseeruddin Shah – Masoom - Kamal Haasan – Sadmar - Om Puri – Ardh Satya - Rajesh Khanna – Avtaar - Sunny Deol – Betaab | - 1983 - Dilip Kumar – Shakti - Amitabh Bachchan – Bemi Saal - Amitabh Bachchan – Namak Halaal - Amitabh Bachchan – Shakti - Naseeruddin Shah – Bazaar - Rishi Kapoor – Prem Rog - Sanjeev Kumar – Angoor | - 1982 - Naseeruddin Shah – Chakra |

| - 1981 - Naseeruddin Shah – Aakrosh - Amitabh Bachchan – Dostana - Raj Babbar – Insaaf Ka Tarazu - Rajesh Khanna – Thodisi Bewaffai - Shatrughan Singha – Dostana - Vinod Khanna – Qurbani | - 1980 - Amal Palekar – Gol Maal - Amitabh Bachchan – Kala Pathar - Amitabh Bachchan – Mr. Natwarlal - Rajesh Khanna – Amardeep - Rishi Kapoor – Sargam | - 1979 - Amitabh Bachchan – Don - Amitabh Bachchan – Trishul - Amitabh Bachchan – Mugaddar Ka Sikander - Sanjeev Kumar – Pati Patni Aur Woh - Sanjeev Kumar – Devata |

| - 1978 - Amitabh Bachchan – Amar Akbar Anthony - Amitabh Bachchan – Adulat - Sanjeev Kumar – Yeh Hai Zindagi - Sanjeev Kumar – Zindagi - Vinod Khanna – Shaque | - 1977 - Sanjeev Kumar – Arjun Pandit - Sanjeev Kumar – Mausam - Amitabh Bachchan – Kabhie Kabhie - Amol Palekar – Chhotisi - Dilip Kumar – Bairaag | - 1976 - Sanjeev Kumar – Aandhi - Sanjeev Kumar – Sholay - Amitabh Bachchan – Deewaar - Manoj Kumar – Sanyasi - Uttam Kumar – Amanush |

| - 1975 - Rajesh Khanna – Avishkar - Rajesh Khanna – Prem Nagar - Dharmendra – Resham Ki Dori - Dilip Kumar – Sagina - Manoj Kumar – Roti Kapda Aur Makaan | - 1974 - Rishi Kapoor – Bobby - Amitabh Bachchan – Zanjeer - Dharmendra – Yaadon Ki Baarat - Rajesh Khanna – Daag - Sanjeev Kumar – Koshish | - 1973 - Manoj Kumar – Be- Imaan - Rajesh Khanna – Amar Prem - Rajesh Khanna – Dushman |

| - 1972 - Rajesh Khanna – Anand - Rajesh Khanna – Kati Patang - Dharmendra – Mera Gaon Mera Desh | - 1971 - Rajesh Khanna – Sacha Jhutha - Dilip Kumar – Gopi - Sanjeev Kumar – Khilona | - 1970 - Ashok Kumar – Ashirwad |

| - 1969 - Shammi Kapoor – Brahmachari - Dilip Kumar – Aadmi - Dilip Kumar – Sanghursh | - 1968 - Dilip Kumar – Ram Aur Shyam - Manoj Kumar – Upkaar - Sunil Dutt – Milan (film) | - 1967 - Dev Anand – Guide - Dharmendra – Pool Aur Patthar - Dilip Kumar – Dil Diya Dard Liya |

| - 1966 - Sunil Dutt – Khandan - Raj Kumar – Kaajal - Rajendra Kumar – Arzoo | - 1965 - Dilip Kumar – Leader - Raj Kapoor – Sangam - Rajendra Kumar – Ayee Milan Ki Bela | - 1964 - Sunil Dutt – Mujhe Jeene Do - Ashok Kumar – Gumrah - Rajendra Kumar – Dil Ek Mandir |

| - 1963 - Ashok Kumar – Rakhi - Guru Dutt – Sahib Bibi Aur Ghulam - Shammi Kapoor – Professor | - 1961 - Raj Kapoor – Jis Desh Mein Ganga Bethi Hai - Dilip Kumar – Ganga Jamuna - Dev Anand – Hum Dono | - 1960 - Raj Kapoor – Anari - Dev Anand – Love Marriage - Dilip Kumar – Paigham |

| - 1959 - Dev Anand – Kala Pani - Dilip Kumar – Madhumati - Raj Kapoor – Phir Subah Hogi | - 1958 - Dilip Kumar – Naya Daur | - 1957 - Dilip Kumar – Devdas - Raj Kapoor – Jagte Raho |

| - 1956 - Dilip Kumar – Azaad - Dev Anand – Munimji - Bharat Bhushan – Mirza Ghalib | - 1955 - Bharat Bhushan – Chaitanya Mahaprabhu | - 1954 - Dilip Kumar – Daag |